# Dalton City
Dalton City ist ein Village im Moultrie County des US-amerikanischen Bundesstaats Illinois. Im Jahr 2010 lebten in Dalton City 544 Personen.

## Geografie
Der Ort liegt im Zentrum des Bundesstaates Illinois, etwa 10 Kilometer südöstlich der Stadt Decatur.

## Verkehr
Der Ort liegt an der Staatsstraße IL 121, an dem Abzweig zur IL 128.

## Demographie
Beim United States Census 2010 lebten 544 Personen in Dalton City. Fast alle Einwohner des Ortes waren Weiße.

## Persönlichkeiten
- Henry Allan Gleason (1882–1975), Geburtsort des Botanikers und Ökologen